# ميدان هشام بركات

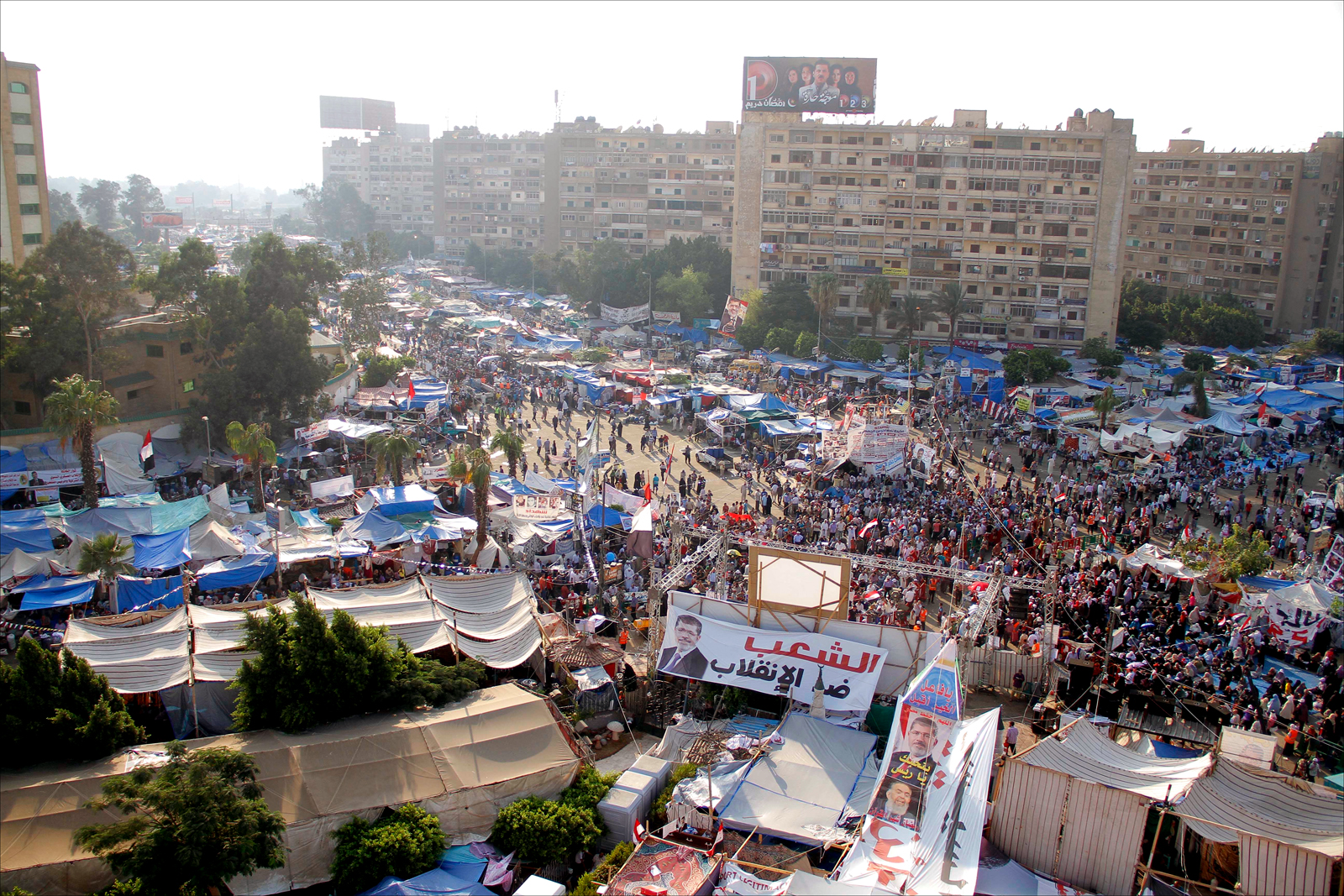
اعتصام رابعة العدوية

ميدان هشام بركات أو ميدان رابعة العدوية سابقًا أحد ميادين مصر ويقع في مدينة نصر شرقي القاهرة. اتخذ شهرة واسعة بعد اعتصام مؤيدي الرئيس الأسبق محمد مرسي في الميدان قبل وبعد أحداث 30 يونيو 2013م. وقد سمي بهذا الاسم لوجود مسجد رابعة العدوية وهي متصوفة عاشت في القرن الثاني الهجري.
يتشعب من الميدان مفترق طرق يتجه ناحية الشرق إلى شارع الطيران الحي السابع ومن الغرب امتداد الطيران إلى فندق سونستا ومصر الجديدة ومن الشمال إلى اتجاه عباس العقاد والنادي الأهلي فرع مدينة نصر ومن الجنوب المنصة وأول كوبري 6 أكتوبر. كما تعد هذه المنطقة في الأساس من أحد أهم المناطق العسكرية الموجودة في الجمهورية حيث توجد من الناحية الغربية الأمانة العامة لوزارة الدفاع ومساكن ضباط القوات المسلحة بالإضافة لعمارة كبار قادة القوات المسلحة أثناء حرب السادس من أكتوبر أمثال المشير أحمد إسماعيل والمشير الجمسي والمشير أبو غزالة بالإضافة إلى مصنع قادر الخاص بوزارة الإنتاج الحربي. في عام 2015 غيرت السلطات اسم الميدان إلى (هشام بركات).